# KNM Tor
KNM Tor (F303) – torpedowiec z okresu II wojny światowej  budowany dla marynarki norweskiej (oficjalnie klasyfikowany jako niszczyciel), należący do typu Sleipner (podtypu Odin). Zdobyty w stanie nieukończonym, służył podczas wojny w marynarce niemieckiej (Kriegsmarine) pod nazwą Tiger. Używany był głównie do celów eskortowych i pomocniczych na Bałtyku. Po wojnie przeklasyfikowany na fregatę, kontynuował służbę w marynarce norweskiej pod pierwotną nazwą do końca lat 50. 
Wyporność standardowa okrętu wynosiła 632 tony angielskie, a projektowane główne uzbrojenie stanowiły dwie armaty kalibru 102 mm i dwie wyrzutnie torpedowe kalibru 533 mm (później ulegało zmianom). Napęd stanowiły turbiny parowe, pozwalające na rozwinięcie prędkości 30 węzłów.

## Historia
KNM „Tor” należał do trzech okrętów drugiej, poprawionej serii jednostek typu Sleipner, określanej jako podtyp Odin, a w części literatury jako odrębny typ Odin. Okręty te były klasyfikowane oryginalnie jako niszczyciele i były najnowszymi okrętami tej klasy marynarki norweskiej w chwili wybuchu wojny, lecz faktycznie odpowiadały wielkością i charakterystykami torpedowcom i tak powszechnie są określane w literaturze. Przyczyną powstania zmodyfikowanego podtypu Odin była chęć poprawy własności morskich i stateczności w stosunku do pierwotnego projektu, na skutek czego zredukowano uzbrojenie z trzech do dwóch dział w celu odciążenia jednostek, a przy tym wydłużono kadłub o 2 metry, co pociągnęło niewielki wzrost wyporności.
Do budowy wszystkich trzech okrętów poprawionego typu przystąpiono w bliżej nieznanej dacie w 1938 roku. „Tor” jako jedyny okręt typu budowany był nie w Horten, a w Stoczni Mechanicznej w Fredrikstadzie, pod numerem 128. Według części źródeł, jego stępkę położono w listopadzie 1938 roku. Kadłub wodowano 9 września 1939 roku. Jak większość okrętów tego typu otrzymał nazwę z mitologii nordyckiej, od boga Thora. W czasie niemieckiej inwazji okręt, niewykończony i nie oddany jeszcze do służby, został samozatopiony 9 kwietnia 1940 roku we Fredrikstadzie. Już 16 kwietnia został jednak wydobyty przez Niemców, po czym naprawiony i ukończony w Drammen.

## Skrócony opis

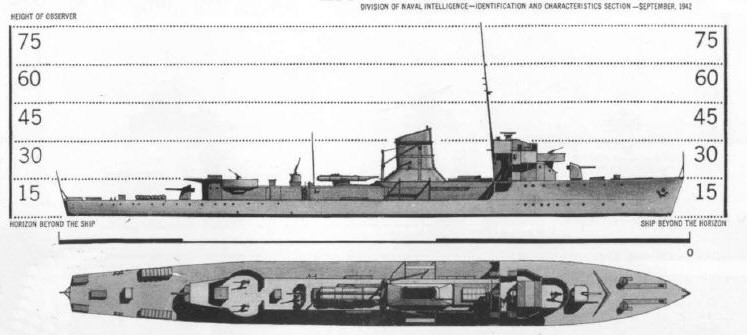
Sylwetka okrętów (z niemieckimi modyfikacjami uzbrojenia)

Okręty tego typu miały typową architekturę i rozmiary dla torpedowców tego okresu, z podniesionym pokładem dziobowym na niecałej 1/3 długości. Uzbrojenie artyleryjskie według planów stanowiły dwie pojedyncze armaty morskie kalibru 102 mm Boforsa, umieszczone na pokładzie dziobowym i rufowym w stanowiskach z maskami ochronnymi. Uzbrojenie przeciwlotnicze okrętów tego typu obejmowało pojedyncze działko automatyczne 40 mm Boforsa i dwa wielkokalibrowe karabiny maszynowe 12,7 mm Colt. Nie jest znany faktyczny stan uzbrojenia „Tora”, lecz karabinów maszynowych nie zamontowano. Uzbrojenie torpedowe stanowiła jedna dwururowa wyrzutnia torpedowa kalibru 533 mm na śródokręciu. Uzbrojenie przeciw okrętom podwodnym składało się z czterech zrzutni bomb głębinowych, a według niektórych źródeł, także dwóch miotaczy bomb głębinowych. Następnie uzbrojenie ulegało zmianom w sposób opisany poniżej.
Wyporność standardowa okrętów podtypu Odin wynosiła 632 ts (tony angielskie) lub 642 tony metryczne, natomiast publikacje nie podają ich wyporności pełnej. Znana jest jedynie długość między pionami okrętów drugiej serii: 74 m, przy czym długość całkowita wynosiła ok. 76 m. Szerokość kadłuba sięgała 7,8 m, a średnie zanurzenie 3 m.
Napęd stanowiły dwa zespoły turbin parowych De Laval z przekładniami o mocy łącznej 12 500 KM, poruszające dwie śruby. Parę dla turbin dostarczały trzy kotły parowe typu Yarrow, o wysokim ciśnieniu 32 atmosfer. Prędkość projektowa wynosiła 30 węzłów. Zasięg pływania wynosił 3500 Mm przy prędkości 15 węzłów.

## Służba

### W służbie niemieckiej
Okręt został wcielony 13 czerwca 1940 roku do niemieckiej służby jako „Tiger” (pol. tygrys). Wraz z trzema innymi zagarniętymi okrętami tego typu utworzył 7. Flotyllę Torpedowców i był używany do grudnia 1940 roku do zadań eskortowych w Skagerraku i Kattegacie. Prawdopodobnie zamontowano na nim działko przeciwlotnicze 20 mm na nadbudówce na rufie. Okręty przystosowano także do stawiania 24 min. 1 stycznia 1942 roku torpedowce tego typu wycofano do zadań pomocniczych, jako poławiacze torped ćwiczebnych 27. Flotylli Okrętów Podwodnych w Gdyni. 
W latach 1941–1942 zmodyfikowano uzbrojenie okrętów, usuwając dziobowe działo nr 1 i podwójną wyrzutnię torped oraz dodając dwa pojedyncze działka przeciwlotnicze 20 mm na pokładzie dziobowym i na platformie przed mostkiem, przez co ich liczba wzrosła do trzech. Według innych źródeł jednak, od początku 1941 roku uzbrojenie zmieniono na jedno niemieckie działo 105 mm o długości lufy L/45, jedno działko plot. 37 mm i dwa działka plot. 20 mm, bez wyrzutni torped i min. Załoga w niemieckiej służbie wynosiła 86–88 osób. 
Okręty tego typu służyły na Bałtyku do maja 1945 roku, uczestnicząc pod koniec wojny w ewakuacji niemieckiej ludności na zachód. W chwili zakończenia wojny w maju 1945 roku „Tiger” znajdował się w Korsør w Danii, po czym w tym miesiącu został zwrócony Norwegii.

### W służbie norweskiej powojennej
19 września 1946 roku „Tor” otrzymał znak taktyczny L04. W 1951 roku razem z pozostałymi czterema okrętami tego typu został przeklasyfikowany na fregatę, otrzymując NATO-wski znak taktyczny F303. W 1954 roku został zmodernizowany zgodnie z nowym przeznaczeniem. Okręt został przezbrojony w trzy armaty kalibru 76 mm, 2 działka plot. 40 mm, 2 karabiny maszynowe 12,7 mm i 4 miotacze bomb głębinowych, bez uzbrojenia torpedowego. Artyleria główna była uniwersalna. Załoga okrętów uległa zwiększeniu do 104 osób. Okręty nie były już jednak intensywnie używane z uwagi na zużycie mechanizmów. „Tor” wycofany został wraz z pozostałymi w 1959 roku, po czym złomowany.